# David Perry (programmatore)
David Perry, spesso chiamato Dave Perry (Lisburn, 4 aprile 1967), è un autore di videogiochi e imprenditore britannico, uno dei più notevoli autori britannici della generazione a 16 bit, responsabile di molti titoli celebri tra cui la trilogia di Earthworm Jim.

## Biografia
Già nel 1982-1984, ancora adolescente, Perry realizzò videogiochi in BASIC per i computer ZX81 e ZX Spectrum che gli vennero pagati e pubblicati come listati su riviste e libri britannici.
Iniziò in seguito la sua carriera di programmatore, sviluppando numerosi videogiochi per diverse software house. Inizialmente si trovò in difficoltà e mal pagato, ma sostiene di essere migliorato molto quando, assunto alla Mikro-Gen, ebbe modo di vedere e convertire il codice sorgente di Pyjamarama, così il suo talento iniziò a emergere. I suoi primi titoli commerciali (1985) furono per ZX Spectrum e Amstrad CPC, poi passò alla console Mega Drive a cominciare da The Terminator per la Probe Software, e infine a ruoli direttivi.
Nel 1992 si trasferì negli Stati Uniti, in California, per lo sviluppo su Mega Drive di Global Gladiators per conto della Virgin Games USA. Con la stessa azienda nel 1993 sviluppò Disney's Aladdin, che lo impegnò sia come programmatore sia come direttore, e fu un enorme successo. Lo stesso anno programmò anche un altro platform classico, Cool Spot.
Nell'ottobre del 1993 decise di mettersi in proprio e fondare una sua compagnia, la Shiny Entertainment, con sede ancora in California. Il primo gioco prodotto dalla casa fu Earthworm Jim (1994), un platform atipico e particolarmente bizzarro, avente per protagonista un verme antropomorfo. Perry sostiene che l'idea per il personaggio gli venne vicino alla spiaggia dove era solito fare windsurf, osservando i grossi anellidi tipici del territorio limitrofo.

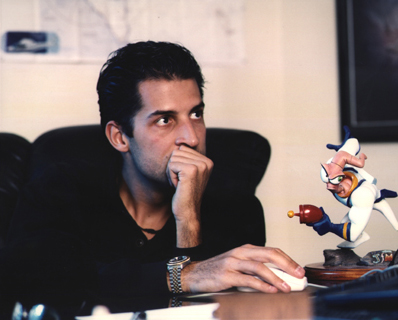
David Perry nel 1996 con una miniatura di un suo personaggio, Earthworm Jim

Earthworm Jim fu un successo di proporzioni mondiali. Oltre al gioco, prodotto per tutte le maggiori console dell'epoca, il successo del personaggio creato da Perry fu tale che la sua società ebbe grandi entrate anche col merchandise (action figure, fumetti e cartoni animati). Il successo si ripeté l'anno successivo con l'uscita del sequel Earthworm Jim 2, che approdò anche sui sistemi a 32 bit. In quel periodo Nintendo e Sega si erano interessate ad acquisire la Shiny Entertainment in modo da avere l'esclusiva per le proprie console, ma si preferì che la serie rimanesse multipiattaforma e lo studio venne infine venduto alla Interplay.
Nonostante il grande successo di Earthworm Jim, il genere platform stava ormai evolvendo verso il 3D e Perry non fu convinto nel continuare la serie (Earthworm Jim 3D uscì effettivamente nel 1999, ma senza la partecipazione di Perry o della Shiny, ed ebbe poco successo). Il passaggio al 3D avvenne invece con il notevole sparatutto in terza persona MDK, primo titolo della Shiny pubblicato dalla Interplay.
Con il 2000 arrivarono due titoli molto diversi, Messiah, con insolito protagonista un angioletto ideato da Perry, e Sacrifice, uno strategico in tempo reale di minor successo. Entrambi furono poco redditizi rispetto agli alti costi, così nel 2002 la Interplay decise di vendere la Shiny alla Infogrames per 47 milioni di dollari.
Infogrames assegnò la Shiny alla realizzazione di vari giochi tratti da film, fino alla sua chiusura e assorbimento nella Double Helix nel 2007. Perry lasciò la guida dell'azienda poco prima, nel 2006, ma con l'intento di trovare dall'esterno un buon compratore che la rilevasse, per poi eventualmente rientrarvi. Questo non gli riuscì e più tardi Perry descrisse la vendita della Shiny come il peggior errore della sua vita.
Sempre nel 2006 fondò la nuova compagnia GameConsultants.com, una società di consulenza specializzata nell'ambito della realizzazione dei videogiochi. Perry faceva già parte del comitato consultivo della Game Developers Conference. Intorno al 2007 fondò anche GameInvestors.com, specializzata nel procacciare investimenti economici per le aziende di videogiochi, il cui primo successo fu un investimento multimilionario della Mayfield nella Acclaim Games. In quel periodo Perry era anche direttore creativo (Chief Creative Officer) della Acclaim.
Nel novembre 2008 Perry cofondò la società di streaming Gaikai, poi venduta alla Sony Computer Entertainment nel luglio 2012 per 380 milioni di dollari. Perry rimase amministratore delegato della Gaikai anche dopo la cessione e la trasformazione del servizio in PlayStation Now. A giugno 2017 lasciò il gruppo Sony e poco dopo cofondò la società GoVyrl, della quale divenne amministratore delegato. La GoVyrl lavora nel campo del marketing di influenza su Instagram fornendo servizi agli influencer.
Dal 2019 è stato annunciato un nuovo gioco di Earthworm Jim, al quale lavorano molti degli sviluppatori del gioco storico tra cui Perry, che dovrebbe uscire per la nuova console Intellivision Amico (ancora non pubblicata al 2022).

## Videogiochi
| Titolo                            | Data | Ruolo di David Perry                            |
| --------------------------------- | ---- | ----------------------------------------------- |
| Pyjamarama                        | 1985 | Programmatore Amstrad CPC                       |
| Herbert's Dummy Run               | 1985 | Programmatore ZX Spectrum e Amstrad CPC         |
| Three Weeks in Paradise           | 1985 | Programmatore ZX Spectrum e Amstrad CPC         |
| Stainless Steel                   | 1986 | Programmatore ZX Spectrum e Amstrad CPC         |
| Trantor: The Last Stormtrooper    | 1987 | Programmatore Amstrad CPC                       |
| Great Gurianos                    | 1987 | Programmatore ZX Spectrum e Amstrad CPC         |
| Savage                            | 1988 | Programmatore ZX Spectrum e Amstrad CPC, design |
| Beyond the Ice Palace             | 1988 | Programmatore Amstrad CPC                       |
| Tintin on the Moon                | 1989 | Programmatore ZX Spectrum                       |
| Teenage Mutant Hero Turtles       | 1990 | Programmatore ZX Spectrum e Amstrad CPC         |
| Supremacy                         | 1990 | Programmatore Amiga e Atari ST, design          |
| Dan Dare III: The Escape          | 1990 | Programmatore ZX Spectrum e Amstrad CPC, design |
| Smash TV                          | 1991 | Programmatore ZX Spectrum e Amstrad CPC         |
| Extreme                           | 1991 | Programmatore ZX Spectrum e Amstrad CPC         |
| Captain Planet and the Planeteers | 1991 | Programmatore ZX Spectrum e Amstrad CPC, design |
| The Terminator                    | 1992 | Programmatore Mega Drive                        |
| Paperboy 2                        | 1992 | Programmatore ZX Spectrum e Amstrad CPC         |
| Global Gladiators                 | 1993 | Programmatore Mega Drive                        |
| Disney's Aladdin                  | 1993 | Programmatore Mega Drive, project manager       |
| Cool Spot                         | 1993 | Programmatore Mega Drive                        |
| Earthworm Jim                     | 1994 | Programmatore Mega Drive                        |
| Il libro della giungla            | 1994 | Design                                          |
| Earthworm Jim 2                   | 1995 | Programmatore Mega Drive (aggiuntivo)           |
| MDK                               | 1997 | Produttore esecutivo                            |
| Wild 9                            | 1998 | Presidente                                      |
| R/C Stunt Copter                  | 1999 | Production manager                              |
| Messiah                           | 2000 | Presidente, doppiatore                          |
| Sacrifice                         | 2000 | Presidente                                      |
| Enter the Matrix                  | 2003 | Design                                          |
| The Matrix: Path of Neo           | 2005 | Presidente                                      |
| I Simpson - Il videogioco         | 2007 | Consulente creativo                             |
| SXPD: Extreme Pursuit Force       | 2014 | Game director                                   |

## Pubblicazioni
- (EN) Tim Hartnell, con David Perry, Graham Charlton, Neil Pellinacci e Malcolm Young, 49 explosive games for the ZX Spectrum, Interface, 1983, ISBN 9780907563532.
- (EN) Tim Hartnell, Tim Hartnell's giant book of computer games, Interface, 1983. Perry contribuì con un capitolo[13].
- (EN) Tim Hartnell, Astounding arcade games for your Spectrum+ & Spectrum, Interface, 1985. Contenente listati di giochi tutti realizzati da Perry[14].
- (EN) David Perry e Rusel De Maria, David Perry on game design: a brainstorming toolbox, Course Technology, 2009, ISBN 9781584506683.

## Filmografia
Come uno dei produttori esecutivi:
- Earthworm Jim (1995), serie animata
- From Bedrooms to Billions (2014), documentario
- Video Games: The Movie (2014), documentario
- From Bedrooms to Billions: The Playstation Revolution (2020), documentario